# Catenoy
Catenoy – miejscowość i gmina we Francji, w regionie Hauts-de-France, w departamencie Oise.
Według danych na rok 1990 gminę zamieszkiwały 1052 osoby, a gęstość zaludnienia wynosiła 83 osoby/km² (wśród 2293 gmin Pikardii Catenoy plasuje się na 272. miejscu pod względem liczby ludności, natomiast pod względem powierzchni na miejscu 291.).